# 古里村 (栃木県)
古里村（ふるさとむら）は、栃木県の中部、河内郡に属していた村である。

## 地理
鬼怒川の右岸に位置する、南北に細長い村であった。中央部は沖積平野で、東へ向かうにつれて標高が下がる。
- 河川：鬼怒川、西鬼怒川

## 歴史
- 1889年（明治22年）4月1日 - 町村制施行により、白沢村、中岡本村、下岡本村、下橋村、岡本新田、長峯新田が合併し河内郡古里村が成立する。
- 1955年（昭和30年）4月1日 - 田原村と合併して河内村となり消滅。
- 1966年（昭和41年）4月1日 - 河内村が町制施行して河内町となる。
- 2007年（平成19年）3月31日 - 河内町が上河内町とともに宇都宮市へ編入される。

### 村名の由来
合併の際、「岡本村」にしたい派閥と「白沢町」にしたい派閥の間で激論が交わされた結果、既存の地名と関係のない名称を付けることになり、「古来、当地は卯の花の咲く里と言われた」ことにちなんで古里村と命名した。村名の読みは「こさと」が初案であったが、「ふるさと」に決定した。他の村名案には、睦村、旭村、晃川村（てるかわむら）、桑園村（くわぞのむら）などがあった。

## 行政
- 古里村長

| 代 | 氏名       | 就任                       | 退任                       | 備考 |
| -- | ---------- | -------------------------- | -------------------------- | ---- |
| 1  | 田中庸義   | 1889年（明治22年）6月1日   | 1893年（明治26年）5月30日  |      |
| 2  | 田中庸義   | 1893年（明治26年）6月1日   | 1897年（明治30年）6月20日  |      |
| 3  | 湊定次     | 1897年（明治30年）6月21日  | 1901年（明治34年）6月20日  |      |
| 4  | 湊定次     | 1901年（明治34年）6月21日  | 1905年（明治38年）6月20日  |      |
| 5  | 湊定次     | 1905年（明治38年）6月21日  | 1908年（明治41年）10月23日 |      |
| 6  | 小森慶一   | 1908年（明治41年）10月24日 | 1910年（明治43年）10月6日  |      |
| 7  | 高橋長庫   | 1910年（明治43年）10月21日 | 1912年（大正元年）8月13日  |      |
| 8  | 手塚定治   | 1912年（大正元年）9月18日  | 1916年（大正5年）6月10日   |      |
| 9  | 釜井吾平   | 1916年（大正5年）10月11日  | 1920年（大正9年）10月10日  |      |
| 10 | 釜井吾平   | 1920年（大正9年）10月11日  | 1922年（大正11年）5月30日  |      |
| 11 | 釜井真一郎 | 1922年（大正11年）9月4日   | 1926年（大正15年）10月3日  |      |
| 12 | 釜井真一郎 | 1926年（大正15年）10月4日  | 1927年（昭和2年）2月18日   |      |
| 13 | 永井藤三郎 | 1927年（昭和2年）6月6日    | 1930年（昭和5年）1月28日   |      |
| 14 | 平山順一郎 | 1931年（昭和6年）6月1日    | 1935年（昭和10年）5月21日  |      |
| 15 | 釜井真一郎 | 1935年（昭和10年）7月2日   | 1939年（昭和14年）7月1日   |      |
| 16 | 釜井真一郎 | 1939年（昭和14年）7月2日   | 1943年（昭和18年）7月1日   |      |
| 17 | 釜井真一郎 | 1943年（昭和18年）7月2日   | 1945年（昭和20年）5月20日  |      |
| 18 | 五月女久五 | 1945年（昭和20年）6月6日   | 1946年（昭和21年）5月11日  |      |
| 19 | 杉本真一郎 | 1946年（昭和21年）5月29日  | 1946年（昭和21年）12月19日 |      |
| 20 | 高橋四郎   | 1947年（昭和22年）4月5日   | 1951年（昭和26年）4月4日   |      |
| 21 | 高橋四郎   | 1951年（昭和26年）4月5日   | 1955年（昭和30年）3月31日  |      |

出典:『栃木県町村合併誌 第四巻』, p. 173-174

## 交通

### 鉄道
- 日本国有鉄道（現：東日本旅客鉄道）
  - 東北本線：岡本駅